# Isone
Isone é uma comuna da Suíça, no Cantão Tessino, com cerca de 377 habitantes. Estende-se por uma área de 12,9 km², de densidade populacional de 29 hab/km². Confina com as seguintes comunas: Cadenazzo, Camorino, Capriasca, Medeglia, Pianezzo, Ponte Capriasca, Sant'Antonino.
A língua oficial nesta comuna é o Italiano.